# Сквер мыслителей
Сквер мыслителей (азерб. Filosoflar abidəsi, укр. Сквер мислителів, каз. Ойшылдар алаңы) — сквер, посвящённый дружеским отношениям между Украиной, Казахстаном и Азербайджаном. Находится в Холодногорском районе города Харьков (Украина). 

## Открытие
В мае 2021 года было принято решение об установлении памятника на одной из центральных площадей города.
Сквер был открыт 23 октября 2021 года на улице Полтавский Шлях.

## Скульптура
Скульптором памятника является Сейфаддин Гурбанов, который назвал памятник «Древо жизни». В центре скульптуры стоит памятник Абаю Кунанбаеву, а по обе стороны памятники украинскому поэту Григорию Сковороде и азербайджанскому философу Мирза Фатали Ахундову.